# Severià d'Osma
Severià (en llatí Severianus), també anomenat Siberità i Siberià, va ser bisbe d'Osma entre el 678 i el 682 aproximadament.
Va ser el successor del bisbe Godescalc. Va assistir al XII Concili de Toledo (681). Malgrat que es desconeix quan va ser consagrat exactament, es creu que va ser poc abans de la data de celebració del concili, alguns apunten que vers el 678, perquè va signar les actes conciliars en darrers lloc, les quals es signaven en ordre d'antiguitat de nomenament. El seu mandat degué ser molt breu, perquè tan sols dos anys més tard ja es documenta el seu successor, Sonna.